# Bataille de Pankalia
La bataille de Pankalia (Pancalia) opposa l'armée restée fidèle à l'empereur Basile II, dirigée par Bardas Phocas le Jeune et les forces du général rebelle Bardas Sklèros, en 978 ou 979. Elle se termine par une défaite de ce dernier et à son exil. Les sources ne sont pas claires quant à la succession et à la localisation des événements. Ainsi, les premiers historiens comme Jean Skylitzès situe la bataille de Pankalia en mars 979 et la considère comme une victoire décisive pour les loyalistes. Aujourd'hui, les historiens suivent plutôt le récit de Léon le Diacre, qui place la bataille en juin 978.

## Sources et déroulement des événements
Les sources historiques sur la révolte de Bardas Sklèros présentent des divergences quant à la manière dont les événements se sont déroulés et à la localisation des batailles afférentes, dont celle de Pankalia, au nord-est d'Amorium,. Le texte de Jean Skylitzès, écrit à la fin du XIe siècle, rapporte que Sklèros remporte une première bataille près d'Amorium et une seconde à Basilika Therma (aujourd'hui Sarıkaya). C'est lors de la troisième bataille, à Pankalia, que Phocas triomphe. Selon Sklylitzès, Phocas reçoit le renfort de troupes géorgiennes venant du royaume des Kartvels, grâce à ses liens avec le roi David III d'Ibérie. Par la suite, Phocas engage le combat avec les troupes de Sklèros et le défie dans un combat singulier, lors duquel le général rebelle est blessé et doit fuir, ce qui sème la panique parmi ses hommes,,. L'historien de la fin du Xe siècle, Léon le Diacre, écrit au contraire que l'armée loyaliste dirigée par Bardas Phocas rencontre une première fois les rebelles à Pankalia où elle est vaincue. Toutefois, elle remporte une victoire décisive lors d'une deuxième bataille dans un lieu inconnu,. D'autres historiens fournissent des détails supplémentaires. Michel Psellos rapporte aussi l'épisode du duel entre les deux généraux lors de la bataille décisive. L'historien arabe Yahyā d'Antioche fait référence à deux batailles et donne les dates du 19 juin 978 et du 24 mars 979,. Quoi qu'il en soit, après cette défaite, Sklèros fuit vers son allié arabe, l'émir hamdanide Abu Taghlib, avant de trouver refuge à la cour des Buyides à Bagdad où il reste durant sept ans. 
En s'appuyant sur les sources géorgiennes, P.M. Tarchnichvili suggère en 1964 que la victoire de Phocas a lieu dans un endroit connu en géorgien sous le nom de Sarvenis, qu'il identifie à Aquae Saravenae, au nord de Césarée (aujourd'hui Kırşehir). La troisième bataille mentionnée par Skylitzès, faussement localisée près du fleuve Halys, serait une création fictive, mélangeant des éléments présents lors des deux premières batailles ayant réellement eu lieu. Dans sa critique de la chronique de Yahya, John Forsyth défend une position similaire. Selon Catherine Holmes, le récit de Skylitzès, bien que romancé, s'appuie probablement sur une source réelle, étant donné le niveau de détails donnés. Toutefois, Holmes estime que la seule chose certaine est que la bataille décisive a eu lieu en mars 979.
Des historiens plus anciens, comme George Finlay ou Georges Ostrogorsky, ne mettent généralement pas en doute le récit de Skylitzès. La bataille décisive de Pankalia en mars 979 est parfois appelé deuxième bataille de Pankalia, dès lors que la première opposition entre les deux généraux près d'Amorium est parfois considérée comme ayant eu lieu au même endroit,. Au contraire, les historiens plus récents ont adopté une autre vision du déroulement des événements. Une première bataille aurait eu lieu à Pankalia en juin 978, une deuxième à Basilika Therma, dans le Charsianon, vers l'automne ou l'hiver et une troisième à Sarvenis en mars 979,,.